# Partito Nazionale d'Australia
Il Partito Nazionale d'Australia (National Party of Australia, NPA) è un partito politico australiano.
L'NPA è un partito conservatore, fondato nel 1922, dal dr. Page. Alle ultime elezioni del 2013 ha ottenuto solo il 4,29% delle preferenze alla Camera, vedendo eletti solo 9 deputati; mentre alle politiche del 2004, NPA ha ottenuto il 5,9% dei voti alla Camera ed ha eletto 12 deputati. Al Senato, nel 2004, ha presentato candidati comuni con i liberali. È stato dal 1998 al 2007 e nuovamente dal 2013 al 2022 al governo insieme ai liberali.
Il suo attuale Leader è David Littleproud.

## Storia
L'NPA nasce nel 1922 come Country Party (Partito "contadino" o "rurale" o del "paese"), facendosi portatore delle istanze del mondo rurale. Earle Page, il fondatore, aveva riunito vari partiti agrari, nati dal 1900 in poi nei vari stati australiani.
Il partito vivrà il periodo di massima diffusione dagli anni '40 fino alla fine degli anni'60. Leader in questi anni saranno Arthur Fadden (1940 - 1958), primo ministro nel 1941 e poi ministro del tesoro, e John McEwen (1958 - 1971), primo ministro tra il 1967 ed il 1968 e vice-primo ministro tra il 1968 ed il 1971.
Dagli anni '70 in poi, a causa dell'aumento della popolazione urbana e del calo dei lavoratori del settore primario, il partito iniziò un lento indebolimento, soprattutto a vanteggio degli alleati del Partito Liberale d'Australia e di alcune formazioni minori di centro-destra. Nel 1975, il partito per darsi un connotato più nazionale cambiò il proprio nome in National Country Party, nel 1982 assumerà il nome attuale. Il partito, grazie alla guida del leader locale Joh Bjelke-Petersen, resterà molto forte nello stato del Queensland, che rappresenta 1/5 della popolazione dell'Australia. Infatti, in questo stato, NPL ha espresso il premier dal 1968 al 1989 e, nuovamente, dal 1996 al 1998.
Alle elezioni politiche per la Camera, l'NPA conquistò nel 1983 e 1987 tra il 10 e l'11% dei voti, sceso intorno all'8% in quelle del 1990, 1993 e 1996. Nelle elezioni del 1998, 2001, 2004 e 2007 il partito si attestò poco sopra al 5%, divenendo il quarto partito nazionale, essendo stato superato dai Verdi Australiani. Il numero dei seggi, però, è progressivamente calato da 16 a 10.
Il presidente del partito Barnaby Joyce, si dimette dalla carica nel febbraio 2018 tra le polemiche per la sua relazione extraconiugale con una donna dello staff e le accuse di molestie sessuali.

## Ideologia
L'NPA è un tradizionale partito conservatore. Difende la famiglia tradizionale, invoca tariffe protezionistiche in difesa dei prodotti agricoli australiani, rifiuta le politiche ambientaliste e quelle per l'integrazione degli immigrati e degli aborigeni. È l'unico partito che si è apertamente schierato contro l'introduzione della Repubblica.

## I leader
- Sir Earle Page 1921-39
- Archie Cameron 1939-40
- Sir Arthur Fadden 1940-58
- Sir John McEwen 1958-71
- Doug Anthony 1971-84
- Ian Sinclair 1984-89
- Charles Blunt 1989-90
- Tim Fischer 1990-99
- John Anderson 1999-2005
- Mark Vaile 2005-2007
- Warren Truss 2007-2016
- Barnaby Joyce 2016-2018
- Michael McCormack 2018-2021
- Barnaby Joyce 2021-2022
- David Littleproud dal 2022